# Янковский, Ростислав Иванович
Ростисла́в Ива́нович Янко́вский (бел. Расціслаў Іванавіч Янкоўскі; 5 февраля 1930, Одесса, Украинская ССР, СССР — 26 июня 2016, Минск, Беларусь) — советский и белорусский актёр театра и кино. Народный артист СССР (1978).

## Биография
Родился 5 февраля 1930 года в Одессе в семье потомственного дворянина, бывшего штабс-капитана лейб-гвардии Семёновского полка, кавалера Георгиевского креста Яна (Ивана) Павловича Янковского (ум. в 1953). 
Мать —  Марина Ивановна Янковская (Ненастьева). Род Янковских имеет белорусские и польские корни.
В 1930-х годах отец был репрессирован, дважды арестовывался. После его возвращения семья переехала из Одессы в Рыбинск. Во время войны жили в Джезказгане (Казахстан), затем в Ленинабаде (Чкаловске, Таджикистан), где отец работал на строительстве.
Учась в школе, занимался в кружке художественной самодеятельности, играл комедийные роли. Тогда же начал заниматься боксом и стал чемпионом Таджикистана среди юношей. По окончании школы женился, работал диспетчером автобазы в Ленинабаде, продолжал участвовать в самодеятельности Дворца культуры, где его заметил руководитель местного театра Д. М. Лиховецкий и предложил работать в театре. Поначалу Ростислав отказывался, ведь не было образования, но ему сказали: «будете работать и учиться, педагоги у нас есть». Так и вышло: учился в студии при театре и был занят в спектаклях театра: «Макар Дубрава» А. Е. Корнейчука, «Последние» М. Горького.
В 1951 году окончил театральную студию при Ленинабадском драматическом театре, до 1957 года работал в этом театре.
В 1957 году вместе с женой Ниной и сыном Игорем переехал в Минск, был принят актёром в Государственный русский драматический театр Белорусской ССР им. М. Горького (ныне Национальный академический драматический театр имени М. Горького), где служил до конца своей жизни.
С 1995 года по 2010 год — председатель Международного кинофестиваля стран СНГ и Балтии «Лістапад» в Минске.
Секретарь правления (1988—1998), член рады и президиума (с 1998 года) Союза театральных деятелей Беларуси.
Депутат Верховного Совета Белорусской ССР (1985—1990). С 2000 года — член Совета Республики Национального собрания Республики Беларусь.
Член Международной академии театра при Российском благотворительном общественном фонде содействия театру и телевидению «Маски» (2001).
В 2006 году в издательстве «Мастацкая літаратура» вышла книга Т. Орловой и А. Карелина из серии «Жизнь замечательных людей Беларуси» — «Ростислав Янковский. Артист». Ростиславу Янковскому посвящён документальный телефильм БТ «Монолог с отступлениями» (1987, реж. Л. Гедравичюс), видеофильм БВЦ «В юбилей — выходной день» (1990, реж. Б. Берзнер).
Скончался 26 июня 2016 года в возрасте 86 лет в Минске. Похоронен на Восточном кладбище Минска, где 8 декабря 2017 года ему был открыт памятник. Автор скульптуры Николай Байрачный изобразил актёра в образе Кароля Станислава Радзивилла по прозвищу «Пане Коханку». Это была последняя роль актёра в Русском театре (спектакль «Пане Коханку» по пьесе Андрея Курейчика).

### Семья
- Жена — Нина Давидовна Чеишвили, работала в школе учительницей географии.
  - Сын — Игорь (1951—2025), актёр, медиаменеджер.
  - Сын — Владимир (род. 1960), актёр и режиссёр.
- Брат — Николай Янковский (1941—2015), заслуженный работник культуры РСФСР, работал в муниципальном театре пластической драмы, с 2002 года — заместителем директора театра кукол «Теремок» в Саратове[6].
- Брат — Олег Янковский (1944—2009), актёр, кинорежиссёр народный артист СССР.
- Племянник — Филипп Янковский (род. 1968), актёр и кинорежиссёр.

## Награды и звания
- Заслуженный артист Белорусской ССР (1963).[7]
- Народный артист Белорусской ССР (1967).
- Народный артист СССР (24 февраля 1978 года) — за большие заслуги в развитии советского театрального искусства.[8]
- Государственная премия Республики Беларусь (28 декабря 1998 года) — за актёрские работы 1995-1997 годов (роли Талейрана в пьесе Ж.-К. Брисвиля «Ужин», Старцева в пьесе А. Дударева «В сумерках», Максимилиана Моора в пьесе Ф. Шиллера «Братья Moop», Нормана Тэйера в пьесе Э. Томпсона «На золотом озере», Никона Букеева в пьесе М. Горького «Букеев и компания»).[9]
- Орден Трудового Красного Знамени (1971).
- Орден Дружбы народов (25 января 1991 года) — за заслуги в развитии советского театрального искусства и плодотворную общественную деятельность.[10]
- Орден «Знак Почёта» (1967).
- Орден Отечества II степени (4 февраля 2010 года) — за образцовое исполнение служебных обязанностей, значительные достижения в научно-исследовательской деятельности, заслуги в педагогической и воспитательной работе, обеспечении соблюдения законности, большой вклад в развитие автомобильного транспорта, культуры, искусства.[11]
- Орден Отечества III степени (29 декабря 2004 года) — за многолетний плодотворный труд и общественную деятельность, значительный личный вклад в развитие белорусской культуры.[12]
- Орден Франциска Скорины (27 января 2000 года) — за большой личный вклад в развитие белорусского театрального искусства.[13]
- Медаль Франциска Скорины (1 февраля 1995 года) — за  большой личный вклад в развитие театрального искусства.[14]
- Медаль Пушкина (4 декабря 2007 года, Россия) — за большой вклад в распространение, изучение русского языка и сохранение культурного наследия, сближение и взаимообогащение культур наций и народностей.[15]
- Медаль «В ознаменование 100-летия со дня рождения Владимира Ильича Ленина» (1970).
- Премия Президента Республики Беларусь «За духовное возрождение» 2003 года (6 января 2004 года) — за активную подвижническую деятельность в гуманитарной области, направленную на развитие прогрессивных художественно-нравственных традиций, способствующих установлению духовных ценностей, идей дружбы и братства между людьми разных национальностей и вероисповеданий.[16]
- Премия в области театрального искусства имени И. Буйницкого (1992).
- «Человек года» в области театрального искусства (1997).
- Премия Московского международного театрально-телевизионного фестиваля «Актёр конца XX века» (2000).
- Приз Президента Республики Беларусь «За гуманизм и духовность в кино» (Минский международный кинофестиваль стран СНГ и Балтии «Лістапад», 2001).
- Золотая медаль имени Н. Д. Мордвинова «За выдающийся вклад в театральное искусство» (III Международный театральный форум «Золотой Витязь», 2005).
- Премия Союзного Государства в области литературы и искусства за 2005—2006 годы (2006) — за произведения литературы и искусства, вносящие большой вклад в укрепление отношений братства, дружбы и сотрудничества между государствами-участниками Союзного государства.[17]
- Почётная грамота Совета Министров Республики Беларусь (2007) — за плодотворную творческую деятельность, высокое профессиональное мастерство и значительный личный вклад в развитие и пропаганду белорусского театрального искусства.[18]
- Почётная грамота Совета Министров Республики Беларусь (2002) — за активное участие в организации и проведении VIII Международного кинофестиваля стран СНГ и Балтии «Лістапад-2001».[19]
- Почётная грамота Национального собрания Республики Беларусь (2005) — за большие заслуги в развитии национальной культуры и реализации социальной политики Республики Беларусь и значительный вклад в укрепление межгосударственных связей.[20]
- Почётная грамота Национального собрания Республики Беларусь (2002) — за заслуги в развитии законодательства, парламентаризма, укрепление межпарламентских связей и большой вклад в реализацию социальной политики Республики Беларусь.[21]
- Приз «За лучшую мужскую роль» в конкурсе телевизионных фильмов XV ММКФ «Лістапад» (2008).
- Театральная премия «Золотая маска» (Москва, 2016) — за выдающийся вклад в развитие театрального искусства.
- Почётный гражданин Минска (2000).
- Межгосударственная премия СНГ «Звёзды Содружества» (2014)[22].

## Творчество

### Роли в театре
Сыграл более 160 ведущих ролей в классическом, современном и зарубежном репертуаре, самые значительные из которых:
- «Возвращение в Хатынь» по А. М. Адамовичу — Флориан Гайшун
- «Оптимистическая трагедия» В. В. Вишневского — Алексей
- «Поднятая целина» по М. А. Шолохову — Макар Нагульнов
- «Любовь Яровая» К. А. Тренёва — Яровой
- «Человек со стороны» И. М. Дворецкого — Чешков
- «Маскарад» М. Ю. Лермонтова — Евгений Арбенин
- «Макбет» У. Шекспира — Макбет
- «Антоний и Клеопатра» У. Шекспира — Антоний
- «Перед заходом солнца» Г. Гауптмана — Маттиас Клаузен
- «Трагическая повесть о Гамлете, принце датском» У. Шекспира — Клавдий
- «Христос и Антихрист» по Д. С. Мережковскому — Пётр I
- «Ужин» Ж.-К. Брисвиля — Талейран
- «Братья Моор» Ф. Шиллера — Максимилиан
- «Букеев и компания» М. Горького — Никон Букеев
- «На дне» М. Горького — Барон
- «Долгое путешествие в ночь» Ю.О’ Нила — Тайрон
- «Двое на качелях» У. Гибсона — Джерри
- «Мария Стюарт» Ф. Шиллера — Лейстер
- «Последние» М. Горького — Яков
- «Мольер» М. А. Булгакова — Людовик
- «Земляничная поляна» И. Бергман — Исак
- «Главная ставка» К. Л. Губаревича — Крыленко
- «Васса Железнова» М. Горького — Пятёркин
- «Моя семья» Э. де Филиппо — Беппе
- «Барабанщица» А. Д. Салынского — Фёдор
- «Власть» А. Г. Котельникова (Глебова) — командир бронепоезда
- «Дальняя дорога» Э. Н. Раннета — Максим Самодельный
- «Ненужная победа» И. Локштанова — Дезире
- «И один в поле воин» по Ю. П. Дольд-Михайлику — Лютц
- «Иркутская история» А. Н. Арбузова — Виктор
- «Двенадцатый час» А. Н. Арбузова — Безенчук
- «Океан» А. П. Штейна — Часовников
- «Один год» Ю. П. Германа и Б. Реста — Жмакин
- «Под одним небом» А. И. Мовзона — Борис
- «День рождения Терезы» Г. Д. Мдивани — Марсель
- «Владельцы ключей» М. Кундеры — Иржи
- «Нашествие» Л. М. Леонова — Фёдор
- «Дети солнца» М. Горького — Чепурнов
- «Физики и лирики» Я. И. Волчека — Колуанов
- «Шестое июля» М. Ф. Шатрова — Лацис
- «Варшавская мелодия» Л. Г. Зорина — Виктор
- «Ещё не вечер» В. Ф. Пановой — Олесов
- «Руины стреляют в упор» по И. Г. Новикову — шеф гестапо
- «Враги» М. Горького — Яков Бардин
- «С вечера до полудня» В. С. Розова — Ким
- «Разгром» по А. А. Фадееву — Левинсон
- «Билет в мягкий вагон» А. И. Мовзона — Горячун
- «Горячее сердце» А. Н. Островского — Наркис
- «Три минуты Мартина Гроу» Г. А. Боровика — Дэвис
- «Восхождение на Фудзияму» Ч. Т. Айтматова и К. М. Мухамеджанова — Осипбай
- «Последняя инстанция» Н. Е. Матуковского — Акулич
- «Час пик» Е. С. Ставиньского — Кшиштоф
- «Из жизни деловой женщины» А. Б. Гребнева — Борис Тимофеевич
- «Похожий на льва» Р. Ибрагимбекова — Рамиз
- «Муж и жена снимут комнату» М. М. Рощина — отец Алёши
- «Баня» В. В. Маяковского — Оптимистенко
- «Тревога» А. Л. Петрашкевича — Ольховик
- «Гнездо глухаря» В. С. Розова — Судаков
- «Наедине со всеми» А. И. Гельмана — Андрей Голубев
- «Соль» А. Л. Петрашкевича — Фёдор Максимович
- «Егор Булычов и другие» М. Горького — Егор Булычов
- «Всё в саду» Э. Олби — Ричард
- «Последний посетитель» В. Л. Дозорцева — Казмин
- «Три сестры» А. П. Чехова — Вершинин
- «Мастера» М. А. Булгакова — Воланд
- «Метеор» Ф. Дюрренматта — Швиттер
- «Простачки с нежданных островов» Б. Шоу
- «В сумерках» А. А. Дударева — Старцев
- «Волки и овцы» А. Н. Островского — Михаил Борисович Лыняев
- «Доходное место» А. Н. Островского — Вышневский
- «Мнимый больной» Мольера — Арган
- «На Золотом озере» Э. Томпсона — Норман Тейер
- «Правда хорошо, а счастье лучше» А. Н. Островского — Грознов
- «Пане Коханку» А. В. Курейчика — Пане Коханку
- «Горе от ума» А. С. Грибоедова — Павел Афанасьевич Фамусов
- «Вечность на двоих» В. Орлова, Я. Робиса по мотивам романа Дж. Лоуренс «Годы так длинны» — Барк Купер

### Роли в кино
- 1958 — Красные листья — Виктор
- 1968 — Карантин — член комиссии по расследованию
- 1968 — Служили два товарища — Васильчиков
- 1969 — Я, Франциск Скорина… — Иван Скорина
- 1969 — Ватерлоо — Флао
- 1970 — Мир хижинам, война дворцам — Юрий Пятаков / Леонид Пятаков
- 1970 — Море в огне — Николай Михайлович Кулаков
- 1970 — 1972 — Руины стреляют… — командир партизанского отряда
- 1971 — Рудобельская республика — эпизод
- 1972 — Земля, до востребования — Агирре
- 1973 — Кортик — директор школы
- 1974 — Пламя — член Ставки
- 1975 — Волчья стая — начштаба партизанского отряда
- 1975 — Надёжный человек — Сергей Сергеевич
- 1975 — Ольга Сергеевна — писатель
- 1978 — Встреча в конце зимы — Семён Петрович, редактор
- 1979 — Задача с тремя неизвестными — Белов
- 1980 — Атланты и кариатиды — Арсений Николаевич Языкевич
- 1980 — Крупный разговор — Фёдор Павлович
- 1980 — Красное поле — Степан Тимофеевич Таланов
- 1982 — Взять живым — доктор
- 1982 — Кафедра — Флягин
- 1983 — Сказка о Звёздном мальчике — хозяин созвездия
- 1983 — Последний довод королей — Скотт
- 1983 — Ускорение — Кучмиенко
- 1984 — Время и семья Конвей — Джералд Торнтон спустя двадцать лет
- 1984 — Медный ангел — Левен
- 1984 — Государственная граница. фильм «Красный песок» — Лукин, полковник
- 1984 — Канкан в Английском парке — Даниил Робак (Торчинский)
- 1984 — Предел возможного — Любомир Сергеевич Самарин
- 1985 — Битва за Москву — начальник Подольского пехотного училища, генерал-майор Смирнов
- 1985 — Володя большой, Володя маленький — Ягич
- 1986 — Гонка века — Стэнли Бест
- 1986 — Крик дельфина — министр (озвучивает Артём Карапетян)
- 1986 — Не забудьте выключить телевизор — Михаил Михайлович
- 1990 — Человек из чёрной «Волги» — замминистра
- 1990 — Вечный муж — Федосей Петрович
- 1990 — Ребро Адама — Виктор Витальевич, первый муж Нины Елизаровны, отец Лиды
- 1991 — Прости нас, мачеха Россия — полковник КГБ Стеблин
- 1991 — Призрак — Константин Григорьевич, полковник милиции
- 1992 — Солнечный день в конце лета — профессор
- 1996 — Любить по-русски 2 — Ярошевич
- 1997 — Приятель покойника — Игорь Львович
- 1998 — Проклятый уютный дом — Антоний Брыницкий
- 1998 — Любить по-русски 3: Губернатор — Ярошевич
- 1999 — Директория смерти (новелла «Попугай») — сосед, пенсионер / пожилой муж
- 2000 — Аномалия — генерал
- 2002 — Закон — Николай Скляр
- 2005 — Статский советник — Храпов
- 2008 — В июне 41-го — Войцех Бельский
- 2010 — Око за око — Приклонский
- 2012 — Марш-бросок 2: Особые обстоятельства — Крюков

### Телеспектакли
- 1991 — Грех лицедейства — Владимир Францевич
- 1991 — Безумной страстью ты сама ко мне пылаешь — Владимир Францевич
- 2007 — Перед заходом солнца — Маттиас Клаузен

### Клипы
- «Белый орёл» — «Как упоительны в России вечера» (1998)